# Bostra jaliscensis
Bostra jaliscensis är en insektsart som beskrevs av Rehn, J.A.G. 1904. Bostra jaliscensis ingår i släktet Bostra och familjen Diapheromeridae. Inga underarter finns listade.